# Ptecticus immaculatus
Ptecticus immaculatus är en tvåvingeart som beskrevs av Mcfadden 1982. Ptecticus immaculatus ingår i släktet Ptecticus och familjen vapenflugor. Inga underarter finns listade i Catalogue of Life.